# Square Lake (Maine)
Square Lake es un territorio no organizado ubicado en el condado de Aroostook en el estado estadounidense de Maine. En el Censo de 2010 tenía una población de 594 habitantes y una densidad poblacional de 0,55 personas por km².

## Geografía
Square Lake se encuentra ubicado en las coordenadas 47°5′29″N 68°21′45″O / 47.09139, -68.36250. Según la Oficina del Censo de los Estados Unidos, Square Lake tiene una superficie total de 1073.31 km², de la cual 991.46 km² corresponden a tierra firme y (7.63%) 81.85 km² es agua.

## Demografía
Según el censo de 2010, había 594 personas residiendo en Square Lake. La densidad de población era de 0,55 hab./km². De los 594 habitantes, Square Lake estaba compuesto por el 96.97% blancos, el 0.17% eran afroamericanos, el 1.35% eran amerindios, el 0% eran asiáticos, el 0% eran isleños del Pacífico, el 0.17% eran de otras razas y el 1.35% pertenecían a dos o más razas. Del total de la población el 0.34% eran hispanos o latinos de cualquier raza.